# Juniperus brevifolia
Juniperus brevifolia, el enebro o cedro de las Azores, es una especie de enebro, endémico a las Azores (presente en Corvo, Fayal, Flores, Pico, Santa María, San Jorge, San Miguel, y Terceira), donde aparece en altitudes de 240-800 metros, raramente hasta los 1.500 metros. Está estrechamente relacionado con Juniperus oxycedrus (Enebro espinoso) de la región mediterránea y Juniperus cedrus (Enebro canario) de las Islas Canarias. Está acechado por pérdida de hábitat.
Es un arbusto o árbol pequeño que crece a una altura de 6 metros y un diámetro de tronco hasta 50 cm. Las hojas son perennifolias, estilo aguja. Presenta sexualidad vegetal, con plantas machos y hembras. Los conos de semilla son estilo baya, verdes hasta los 18 meses que se vuelven naranjas;  son esféricos, 6-9 mm diámetro. Las semillas son dispersadas cuándo los pájaros comen los conos, digiriendo la parte carnosa y expulsando las semillas duras en su heces. Los conos machos son amarillos, 2-3 mm, y caen pronto, después de lanzar su polen en primavera.
Es una especie vulnerable  en su distribución nativa debido a un histórico aprovechamiento forestal por la valiosa madera y por la competición con especies exóticas invasoras.